# 實成寺 (あま市)
實成寺（じつじょうじ）は、愛知県あま市中萱津南宿254にある日蓮宗の寺院。山号は長久山。旧本山は大本山本圀寺（六条門流）。莚師法縁（隆源会）。

## 歴史

### 中世
寺伝によれば、鎌倉時代は真言宗に属していた。この頃は十如堂と称する護摩堂であったという。鎌倉・円覚寺蔵の国宝絵画『尾張國富田荘絵図』には大御堂と記されている。
元応元年（1319年）、日蓮上人の弟子中老日妙が隠居して實成寺を創建した。
明応3年（1494年）、清洲城主織田敏定（織田信長の曾祖父）が寺領を寄進して堂舎を再興した。現存する本堂も、明応年間（1491年〜1501年）織田敏定の造営と伝えられるが、現在も本堂内の一部、須弥壇、内陣の様式や彩色に真言宗当時の護摩堂を偲ぶことができる。

### 近世
山門は清洲城中門を移築したものと伝えられている。江戸時代前期にも大きな改修を受けており、その後も補修の手が加えられている。

### 近代
1891年（明治24年）に起こった濃尾地震では、妙見堂、朝師堂、庫裡など15棟の建物が倒壊したが、本堂や山門は倒壊を免れた。1893年（明治26年）には本堂と山門が修復され、1897年（明治30年）には庫裡が再建され、1898年（明治31年）には鐘楼が再建された。
1941年（昭和16年）には日蓮宗の本末関係が解体され、戦時中には金属供出によって梵鐘が供出された。

### 現代
太平洋戦争後の農地解放では大きな打撃を受けた。戦後の1949年（昭和24年）には梵鐘が再鋳された。
1996年（平成8年）から約5年間、渡辺英晃はアメリカ合衆国ハワイ州にある複数の寺で住職を務めた。渡辺英晃は2002年（平成14年）に日本に帰国して實成寺の住職となった。
2005年（平成17年）2月9日、本堂と山門が登録有形文化財に登録された。2006年（平成18年）には立教開宗750年報恩事業として本堂の大修理が行われ、瓦葺だった屋根を銅版葺に葺替えた。
2020年（令和2年）から2024年（令和6年）には子ども食堂を主催した。

## 文化財

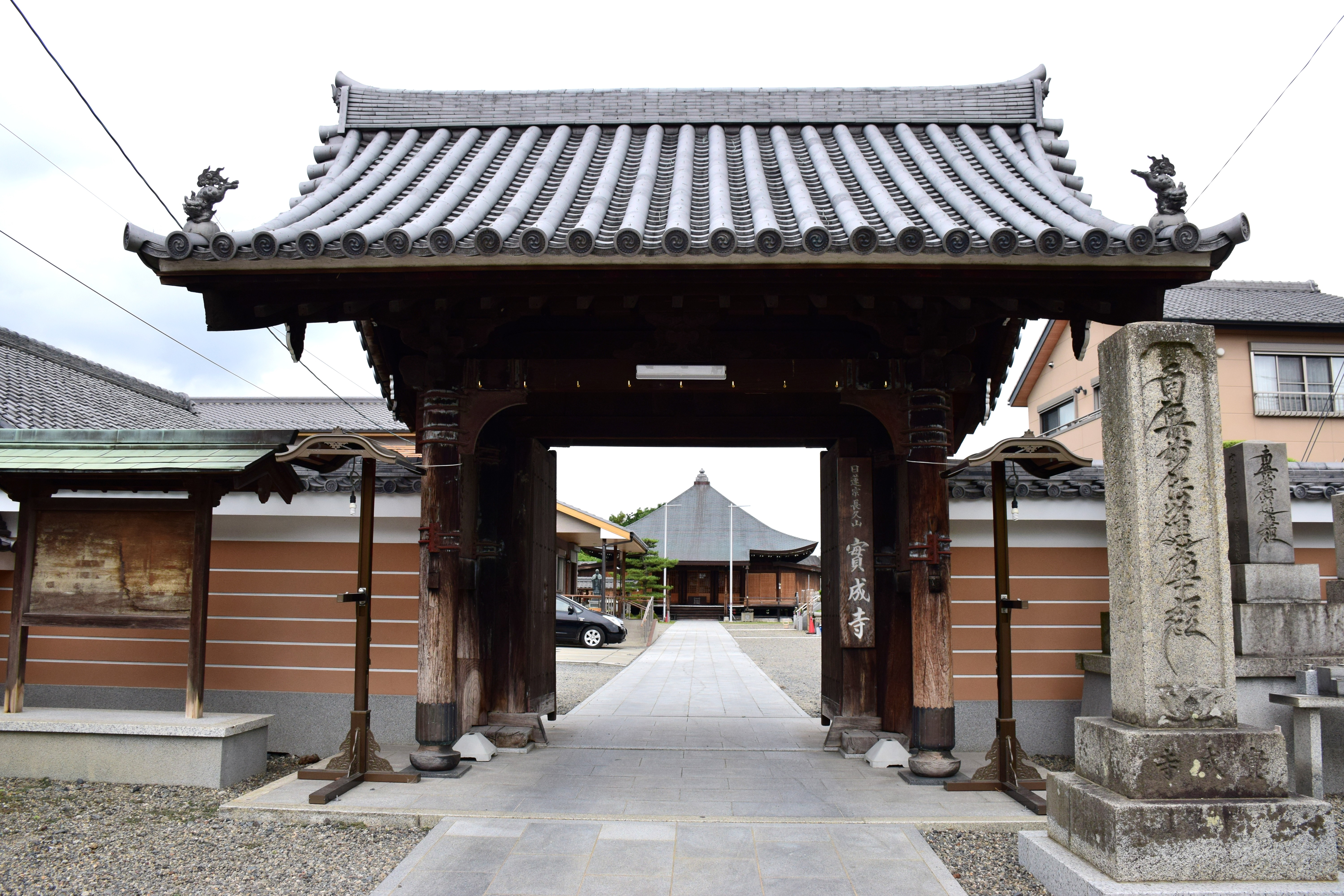
山門

### 登録有形文化財
- 本堂 - 木造平屋建、宝形造、桟瓦葺[4]。桁行5間、梁間6間[4]。江戸時代前期[4]。古式の日蓮宗本堂の形式を伝えるとされる[4]。
- 山門 - 木造、切妻造、本瓦葺の四脚門[5]。間口3.5メートル。禅宗様の大型の山門である[5]。

## 旧末寺
日蓮宗は1941年（昭和16年）に本末を解体したため、現在では、旧本山、旧末寺と呼びならわしている。
- 延寿山長栄寺 - 北名古屋市六ツ師。旧筆頭末寺。
- 慈雲山普門寺 - 北名古屋市六ツ師。
- 塔頭・玄中山圓行寺 - 現在も實成寺山門境内に存在。旧圓行坊
- 塔頭・寶久山泉龍寺 - 現在も實成寺山門境内に存在。旧泉龍坊
- 塔頭・正法山正善寺 - 現在も實成寺山門境内に存在。旧正善坊
- 塔頭・一揚院 - 焼失して圓行坊に吸収されたと伝えられる。
- 七寶山瑞圓寺 - あま市七宝町。旧沖之島番神堂。
- 光宣寺 - 清須市下河原。旧下河原番神堂。
- 妙淨寺 - あま市下萱津池端。旧池端番神堂。

## アクセス
- 名鉄名古屋本線・津島線 須ヶ口駅から南に1.5km。
- 名鉄津島線 甚目寺駅から南東に2km。
- あま市巡回バス「コミュニティプラザ萱津」下車、100m。